# Mas Gabana
El Mas Gabana o Can Serra és una masia d'Arenys de Munt (Maresme) protegida com a Bé Cultural d'Interès Local.

## Descripció
Mas situat a Torrentbò, al costat de la carretera BV-5031, en una gran parcel·la de terreny. Està format per un edifici principal amb dos habitatges, casa i masoveria, així com diverses dependències adossades. Es tracta d'una de les masies més antigues del municipi, i antigament era coneguda com a Can Serra.
L'accés al recinte es realitza a través d'una tanca de ferro flanquejada per dos pilars de maó vist de secció quadrada, amb un cos a la part superior a manera de capitell amb una coberta a dues aigües. Cadascun dels pilars té una circumferència en trencadís on es pot llegir “Mas” i “Gabana”.
El volum principal és de planta rectangular i té planta baixa i pis, amb una coberta a dues aigües amb el carener paral·lel a la façana principal. Aquesta última, orientada al sud, té cinc eixos de composició vertical, amb obertures rectangulars que es disposen simètricament a la planta baixa i al primer pis. Totes elles -tret de les portes- disposen de porticons de llibret de fusta, i les de l'últim pis s'obren a balcons individuals amb poc voladís. A la planta baixa, tres portals d'arc a nivell permeten l'accés a l'interior.
La façana de ponent, que és la que hom es troba en arribar a la zona edificada, ha estat modificada i s'hi ha habilitat un accés. Té dos eixos de simetria i finestres rectangulars amb emmarcaments de pedra, així com una filada de pedres cantoneres. A la planta superior, a més, hi ha un porxo-galeria. Adossat a aquest edifici hi ha altres volums que formen una L i que s'adapten a la topografia del terreny, de manera que tots es mantenen a un mateix nivell.
L'últim cos constitueix un habitatge independent que també hauria tingut les funcions de masoveria. Té planta rectangular, planta baixa i pis i es divideix en dues parts -habitatge i magatzem-, les quals es mostren amb diferent alçada de teulada. S'hi combinen obertures rectangulars amb altres ogivals.